# Stanhopea
Stanhopea J. Frost ex Hook, 1829 è un genere di orchidee della sottofamiglia Epidendroideae (tribù Cymbidieae, sottotribù Stanhopeinae), diffuso in America centrale e meridionale.

## Etimologia
Il genere è state così nominato in onore di Philip Henry Stanhope, Presidente della Medico-Botanical Society of London nei primi anni del '900.

## Descrizione
Queste orchidee sono caratterizzate da pseudobulbi ovoidali di color verde scuro, dai quali apici emerge un'unica foglia picciolata.
L'infiorescenza, caratterizzata da due o più fiori, si sviluppa dalla base degli pseudobulbi con portamento pendente, tanto che sboccia al di sotto del substrato e delle radici.
I fiori sono caratterizzati da un labello distinto in ipochilo, mesochilo e epichilo, variamente conformati a seconda della specie, mentre il ginostemio assume una forma alata. La fioritura dura pochi giorni.

## Biologia
Si riproducono per impollinazione entomogama ad opera dei maschi delle cosiddette api delle orchidee (Eufriesea spp., Euglossa spp. ed Eulaema spp.).

## Tassonomia
Il genere comprende le seguenti specie:
- Stanhopea aliceae Archila, Pérez-García, Chiron & Szlach.
- Stanhopea anfracta Rolfe
- Stanhopea annulata Mansf.
- Stanhopea avicula Dressler
- Stanhopea bueraremensis Campacci & Marçal
- Stanhopea candida Barb.Rodr.
- Stanhopea cephalopoda Archila, Pérez-García, Chiron & Szlach.
- Stanhopea chironii Archila, Pérez-García & Szlach.
- Stanhopea cirrhata Lindl.
- Stanhopea confusa G.Gerlach & Beeche
- Stanhopea connata Klotzsch
- Stanhopea costaricensis Rchb.f.
- Stanhopea deltoidea Lem.
- Stanhopea dodsoniana Salazar & Soto Arenas
- Stanhopea ecornuta Lem.
- Stanhopea embreei Dodson
- Stanhopea florida Rchb.f.
- Stanhopea fonsecae Archila, Pérez-García, Chiron & Szlach.
- Stanhopea frymirei Dodson
- Stanhopea gibbosa Rchb.f.
- Stanhopea grandiflora (Lodd.) Lindl.
- Stanhopea graveolens Lindl.
- Stanhopea greeri Jenny
- Stanhopea grossii Archila & Chiron
- Stanhopea guttulata Lindl.
- Stanhopea haseloffiana Rchb.f.
- Stanhopea hernandezii (Kunth) Schltr.
- Stanhopea insignis J.Frost ex Hook.
- Stanhopea intermedia Klinge
- Stanhopea javieri Archila, Pérez-García, Chiron & Szlach.
- Stanhopea jenischiana F.Kramer ex Rchb.f.
- Stanhopea lietzei (Regel) Schltr.
- Stanhopea macrocornata Archila, Pérez-García, Chiron & Szlach.
- Stanhopea maculosa Knowles & Westc.
- Stanhopea madouxiana Cogn.
- Stanhopea maduroi Dodson & Dressler
- Stanhopea manriquei Jenny & Nauray
- Stanhopea marizana Jenny
- Stanhopea martiana Bateman ex Lindl.
- Stanhopea marylenae Archila, Chiron & Pérez-García
- Stanhopea moliana Rolfe
- Stanhopea napoensis Dodson
- Stanhopea naurayi Jenny
- Stanhopea nicaraguensis G.Gerlach
- Stanhopea nigripes Rolfe
- Stanhopea novogaliciana S.Rosillo
- Stanhopea oculata (Lodd.) Lindl.
- Stanhopea oscarrodrigoi Archila, Pérez-García, Chiron & Szlach.
- Stanhopea ospinae Dodson
- Stanhopea panamensis N.H.Williams & W.M.Whitten
- Stanhopea peruviana Rolfe
- Stanhopea platyceras Rchb.f.
- Stanhopea posadae Jenny & Braem
- Stanhopea pozoi Dodson & D.E.Benn.
- Stanhopea pseudoradiosa Jenny & R.Gonzalez
- Stanhopea pulla Rchb.f.
- Stanhopea radiosa Lem.
- Stanhopea reichenbachiana Roezl ex Rchb.f.
- Stanhopea rubroatrata Archila, Pérez-García, Chiron & Szlach.
- Stanhopea rubromaculata Archila, Pérez-García, Chiron & Szlach.
- Stanhopea ruckeri Lindl.
- Stanhopea saccata Bateman
- Stanhopea saintexuperyi Archila, Pérez-García, Chiron & Szlach.
- Stanhopea schilleriana Rchb.f.
- Stanhopea shuttleworthii Rchb.f.
- Stanhopea stevensonii A.Mejia & R.Escobar ex Jenny
- Stanhopea szlachetkoana Archila, Pérez-García & Chiron
- Stanhopea tigrina Bateman ex Lindl.
- Stanhopea tolimensis G.Gerlach
- Stanhopea tricornis Lindl.
- Stanhopea victoriana Archila, Pérez-García, Chiron & Szlach.
- Stanhopea wardii Lodd. ex Lindl.
- Stanhopea warszewicziana Klotzsch
- Stanhopea whittenii Soto Arenas, Salazar & G.Gerlach
- Stanhopea xanthoviridea Archila, Pérez-García, Chiron & Szlach.
- Stanhopea xytriophora Rchb.f.

Sono stati descritti inoltre i seguenti ibridi interspecifici:
- Stanhopea × fowlieana Jenny (S. costaricensis × S. ecornuta)
- Stanhopea × herrenhusana Jenny (S. reichenbachiana × S. tricornis)
- Stanhopea × horichiana Jenny (S. ecornuta × S. wardii)
- Stanhopea × lewisae Ames & Correll (S. ecornuta × S. inodora)
- Stanhopea × quadricornis Lindl. (S. grandiflora × S. wardii)
- Stanhopea × thienii Dodson (S. annulata × S. impressa)